# Rdestnica stępiona
Rdestnica stępiona (Potamogeton obtusifolius Mert. & Koch) – gatunek byliny z rodziny rdestnicowatych (Potamogetonaceae). Jest szeroko rozprzestrzeniony w strefie umiarkowanej półkuli północnej – w środkowej i północnej Ameryce Północnej, w środkowej i północnej Europie, w środkowej i północnej Azji. W Polsce rośnie na rozproszonych stanowiskach na niżu. Występuje w wodach stojących i wolno płynących.

## Morfologia

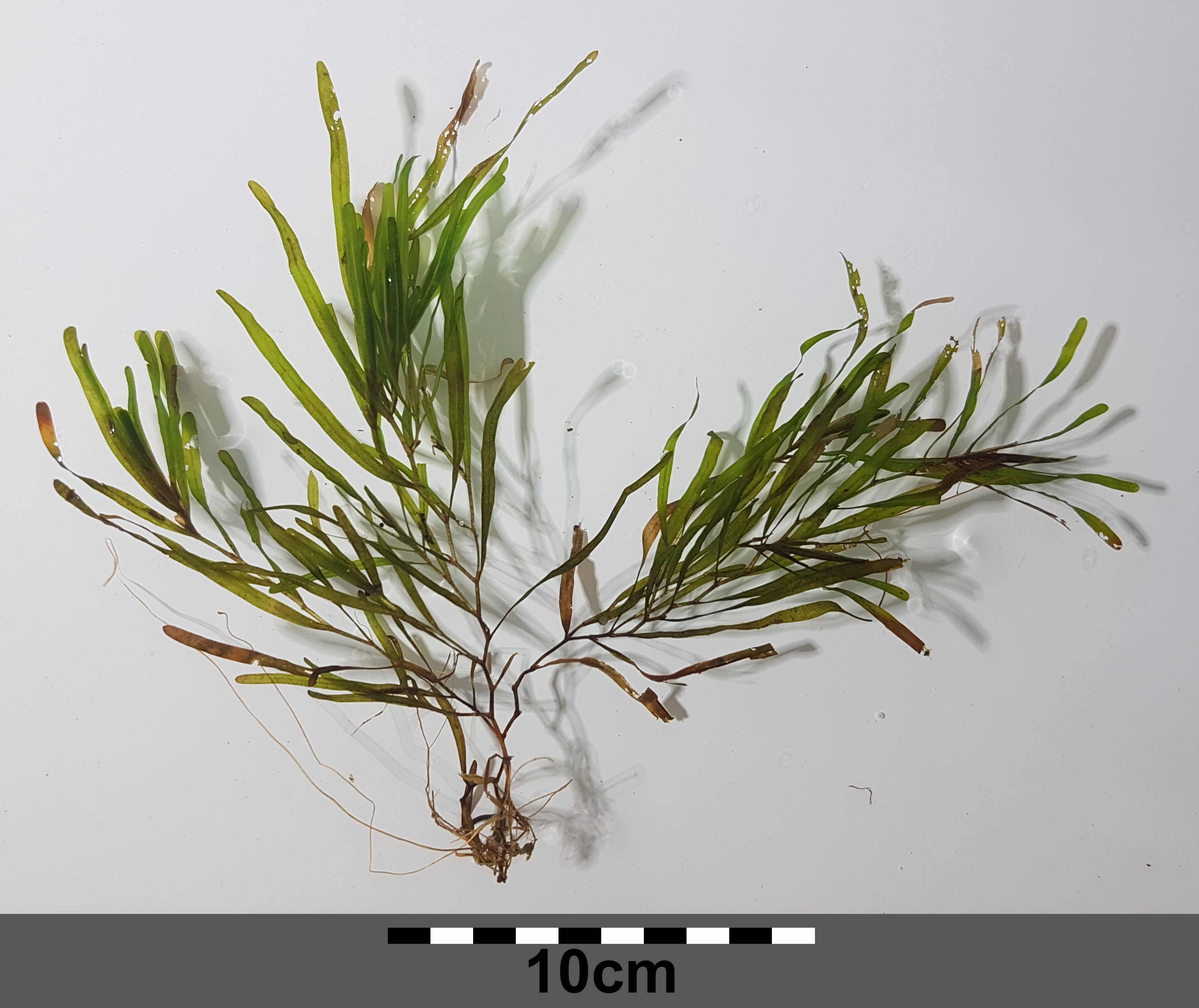
Pokrój

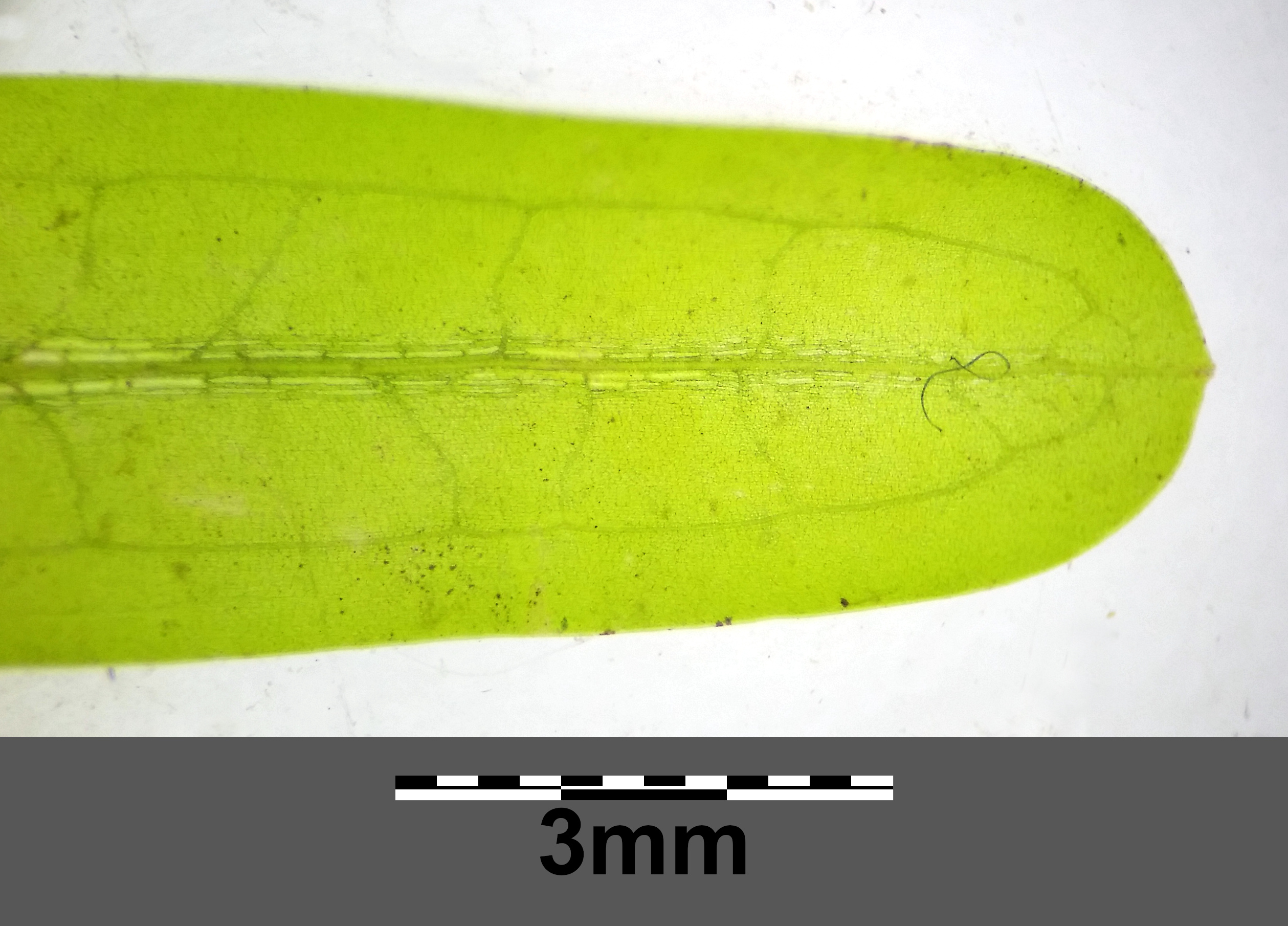
Wierzchołek liścia

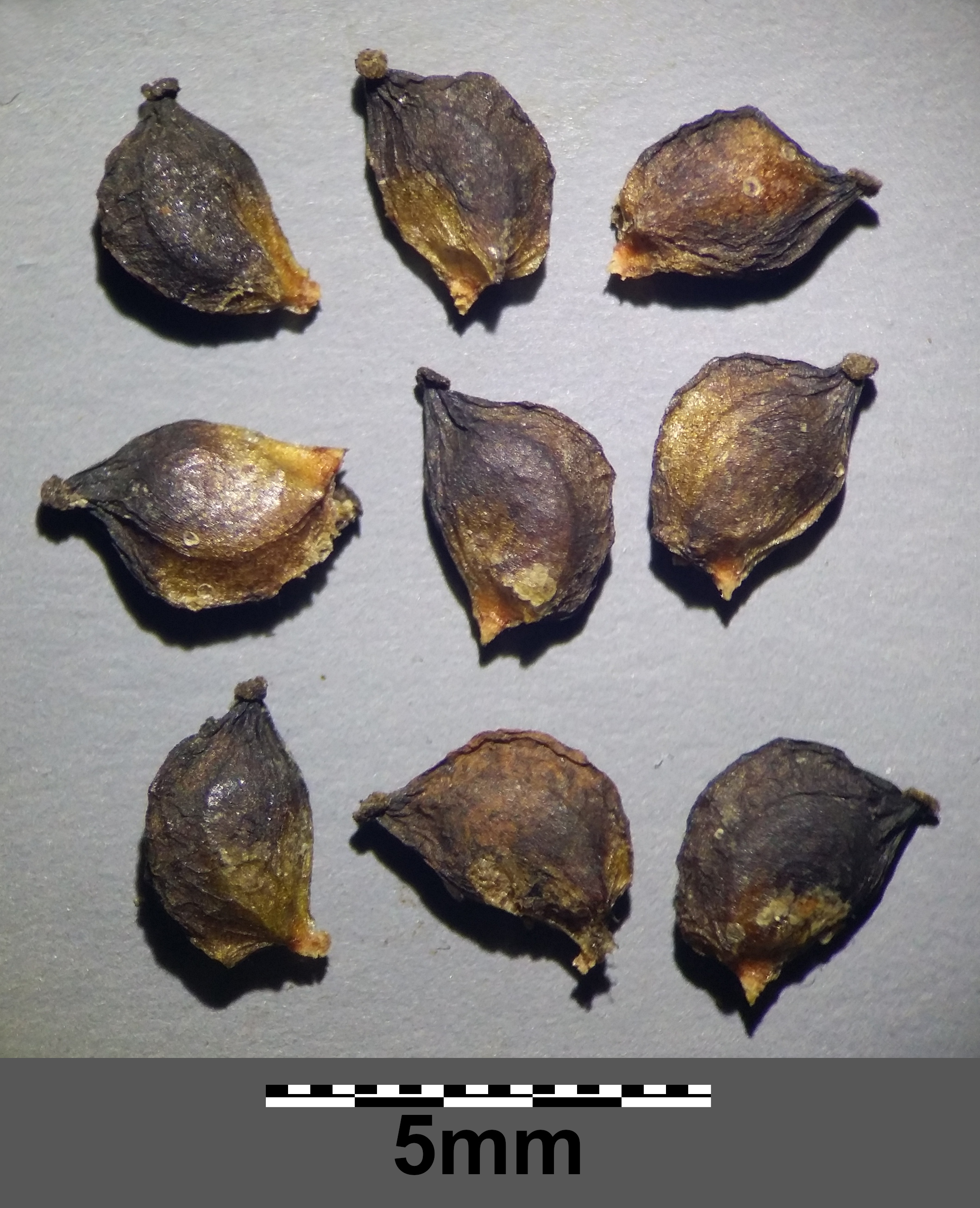
Owoce

PokrójZimozielony hydrofit o  łodydze obłej lub spłaszczonej.
LiścieRównowąskie, z 3 do 5 nerwami, na szczycie tępe i zaokrąglone.
KwiatyKłosokształtne. Kwitnie od czerwca do sierpnia.

## Zagrożenia i ochrona
Gatunek umieszczony na polskiej czerwonej liście z 2016 r. w kategorii NT (bliski zagrożenia).